# Wittgenstein (pel·lícula)
Wittgenstein és una pel·lícula rodada l'any 1993 pel director Derek Jarman. Es basa en la vida i pensament del filòsof Ludwig Wittgenstein. L'actor Karl Johnson interpreta el Wittgenstein adult.
El guió original pertany al crític literari Terry Eagleton. Jarman va reescriure el guió durant la preproducció i el rodatge, alterant radicalment l'estil i l'estructura, encara que conservant gran part dels diàlegs proposats per Eagleton. La història no es desenvolupa en un ambient tradicional sinó més aviat contraposant un fons negre, el qual apropa el resultat de la cinta al teatre.

## Repartiment
- Clancy Chassay (jove Wittgenstein)
- Karl Johnson (Wittgenstein adult)
- Nabil Shaban (marcià)
- Michael Gough (Bertrand Russell)
- Tilda Swinton (Lady Ottoline Morrell)
- John Quentin (Maynard Keynes)
- Kevin Collins (Johnny)
- Lynn Seymour (Lydia Lopokova)

## Guió
Eagleton Terry. The Terry Eagleton Script, The Derek Jarman Film. British Film Institute, Londres, 1993. [[Special:BookSources/0851703968|ISBN 0-85170-396-8.]] ISBN 0-85170-397-6.

## Premis
- Teddy Award a la millor pel·lícula de 1993.